# George Elmer Browne
George Elmer Browne, né en mai 1871 à Gloucester et mort en 1946 à Provincetown, est un artiste peintre américain, connu en France et dans le Massachusetts.

## Biographie
Browne est né à Gloucester, dans le Massachusetts. Il a étudié à Boston, au Museum of Fine Arts, ainsi qu'à la Cowles Art School avant de poursuivre à Paris son éducation artistique en s'inscrivant là l'Académie Julian, dans les cours de Jules Lefebvre et Tony Robert-Fleury durant une année.
Il propose une première grande huile sur toile au Salon de la Société des artistes français de 1900. Quatre ans plus tard, au Salon, sa toile Bait Sellers of Cape Cod (Vente d'appâts à Cape Cod, 1902) est achetée par l'État français ; elle se trouve actuellement au musée Fabre à Montpellier .
Entre-temps, il part explorer les Pays-Bas, plusieurs séjours qui marquent profondément l'évolution de son style.

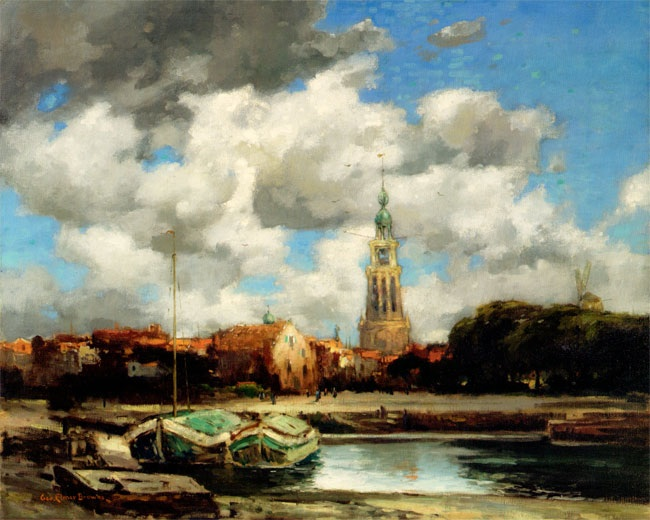
Vue de Leyde, entre 1901 et 1910.

Durant l'été 1916, il commence à organiser à Cape Cod et Provincetown, des sessions de peinture et forme de nombreux peintres, marqués par les impressionnistes français, dans la lignée de Charles Webster Hawthorne, l'un des fondateurs de ce qui fut l'une des plus importantes colonies d'artistes américains.
Il est élu en 1919 membre associé et en 1928 membre titulaire de la National Academy of Design. Deux huiles de toiles de Browne y sont conservées : Rocks and Spray, 1928, et le Portrait de John Whorf, 1944 .
Il a eu pour élève la peintre et lithographe américaine Daisy Marguerite Hughes (en)  et la peintre et scénographe canadienne Pauline Boutal .